# 涼城縣 (南北朝)
凉城县，古县名。始設於西晉或南北朝初期，一說為兩漢之聊城縣。地屬東郡，晉改為濮陽郡，後復為東郡。北魏天興年間改東郡為兗州，太和十八年再改屬東郡。北齐撤废涼城縣，併入白馬縣。 